# بريسبريدج (أونتاريو)
بريسبريدج، أونتاريو (بالإنجليزية: Bracebridge)‏ هي مدينة كندية تقع في مقاطعة أونتاريو. تبلغ مساحة هذه المدينة 617.4155 (كم²)، ويبلغ عدد سكانها 15652 نسمة حسب إحصاء سنة 2006 م، بينما كان يسكنها 13751 نسمة في سنة 2001 م. تحتل هذه المدينة المرتبة رقم 243 بين مدن كندا حسب عدد السكان والمرتبة رقم 93 في المقاطعة. نما عدد السكان في هذه المدينة بنسبة (13.8) بين العامين المذكورين.

## أعلام
- فرانك ميلر
- صموئيل هنري أرمسترونغ
- روبرت جيمس بوير
- روجر كروزير
- نورمان رووي
- روبرت هيكس
- بيل كارسون
- فرانك كارسون
- غرايم موراي
- كين بلاك

## وصلات خارجية
- الأطلس الحكومي لكندا
- إحصاءات كندا مع ساعة تعداد السكان